# Skäravattnet (Tvings socken, Blekinge)
Skäravattnet är en sjö i Karlskrona kommun i Blekinge och ingår i Nättrabyåns huvudavrinningsområde. Sjön är 18,2 meter djup, har en yta på 0,241 kvadratkilometer och befinner sig 81,2 meter över havet. Vid provfiske har abborre, gädda och mört fångats i sjön.

## Delavrinningsområde
Skäravattnet ingår i det delavrinningsområde (625104-147939) som SMHI kallar för Mynnar i Nättrabyån. Medelhöjden är 99 meter över havet och ytan är 28,15 kvadratkilometer. Det finns ett avrinningsområde uppströms, och räknas det in blir den ackumulerade arean 51,12 kvadratkilometer. Lillån som avvattnar avrinningsområdet har biflödesordning 2, vilket innebär att vattnet flödar genom totalt 2 vattendrag innan det når havet efter 20 kilometer. Avrinningsområdet består mestadels av skog (70 %) och jordbruk (11 %). Avrinningsområdet har 1,38 kvadratkilometer vattenytor vilket ger det en sjöprocent på 4,9 %.